# Robert Toupin
Cet article concerne l'acteur. Pour le député, voir Robert Toupin (homme politique).
Pour les articles homonymes, voir Robert (prénom).
Robert Toupin est un acteur québécois né le 13 avril 1948 à Sainte-Thérèse-de-Blainville. Il habitait le Quartier de la rue des Érables près de la rue Blainville.

## Biographie
Robert Toupin a travaillé autant sur la scène qu’à la télévision et au cinéma.
À la télé, il fait ses débuts dans entre autres Les Belles Histoires des pays d'en haut, Quelle famille ! et À cœur battant. Il laisse également sa marque dans de nombreuses séries, notamment Sous un ciel variable, Urgence, Gypsies, Emma, Les Sœurs Elliot et dans La Promesse où il incarne Jean-Louis Marion.
Il est honoré par des mises en nomination au gala des prix Gémeaux en tant que meilleur premier rôle masculin dans Sous un ciel variable, Emma et La Promesse, ainsi que dans le téléfilm Onzième spécial.
Au cinéma, il apparaît entre autres dans les films, Histoires d'hiver, Maman Last Call, Martyrs et, en 2015, dans Paul à Québec.
Il fait aussi partie de plusieurs distributions théâtrales dont Le Night Cap Bar de Marie Laberge, créé à La Licorne, Les Fausses Confidences de Marivaux, présenté au Théâtre du Rideau vert, Les Sables émouvants de Francine Ruel, à la Licorne et La Tempête de Shakespeare, présenté au TNM.
Il a notamment fait partie de la troupe montréalaise des Saltimbanques dont la pièce Équation pour un homme actuel s'est classée deuxième en mai 1968 parmi les choix du public au Festival international de théâtre de Nancy.

## Filmographie

### Au cinéma
- 1991 : Manuel, le fils emprunté
- 1999 : Histoires d'hiver : Directeur d'école
- 2005 : Maman Last Call : Gaston Francoeur
- 2008 : Martyrs : Daniel Belfond, le père
- 2015 : Paul à Québec : Raymond St-Amand

### À la télévision
- 1969 - 1970 : Les Belles Histoires des pays d'en haut (série télévisée) : Octave Fleuron
- 1969 - 1974 : Quelle famille ! (série télévisée) : Germain Tremblay
- 1974 : Les Boivin (série télévisée) : Jean Boivin
- 1975 : Jo Gaillard - épisode Du bien bon monde... : Michel
- 1980 : À cœur battant de Daniel Bertolino : Jean-Pierre
- 1983 - 1984 : Terre humaine (série télévisée) : Jean-Louis Laverdière
- 1983  - 1985 : La Vie promise (série télévisée) : Jérôme
- 1987 : Bonjour docteur (série télévisée) : Paul Vallières
- 1988 : Onzième spéciale
- 1992 : Avec un grand A - épisode Ça fait pas partie de la job : Ghislain Allard
- 1993 - 1997 : Sous un ciel variable (série télévisée) : Allan Thompson
- 1995 : Les Grands Procès - épisode L'affaire Durand : Maître Wilson
- 1995 : Scoop IV (série télévisée) : Stéphane Marcotte
- 1996 : Urgence (série télévisée) : Louis Villeneuve
- 1997 : Diva (série télévisée) : André Martineau
- 1998 : Réseaux (série télévisée) : Mauril Gagnon
- 2000 : Gypsies (série télévisée) : Le Coach
- 2001 : Emma (série télévisée) : Alfred 'Freud' Doré
- 2006 - 2012 : La Promesse (série télévisée) : Jean-Louis Marion
- 2007 : Les Sœurs Elliot (série télévisée) : Normand Crotteau
- 2010 : Tactik (série télévisée ado) : Père de Jeanne
- 2012 : 30 vies (série télévisée) : Père de Jenny-Anne
- 2014 : Yamaska (série télévisée) : Jocelyn Clermont
- 2016 : Les Pêcheurs (série télévisée) : Gilles
- 2016 : L'Heure bleue (série télévisée) : Détective Rabouin
- 2017 : District 31 (série télévisée) : Maire Pierre Fillion

## Discographie

### Albums
- 1974 : Ghislaine Paradis & Robert Toupin (Barclay - 80205)
- 1977 : Robert Toupin (Capitol - ST.70,049)

### Simples
- 1973 : C'est si bon / Ta lumière est allumée (Barclay - 60237)
- 1974 : Pitou / Les salles de danses (en duo avec Ghislaine Paradis) (Barclay - 60308)
- 1975 : Ragtime pour plus tard / T'es swell (en duo avec Ghislaine Paradis) (Barclay - 60329)
- 1977 : Chante donc / Gazoum (Capitol - 85.135)
- 1977 : Les pissenlits / La Terre est un village (Capitol - 85.143)